# Le luci della notte
Le luci della notte è un album di Franco Califano, pubblicato il 14 novembre 2003 per l'etichetta discografica Virgin.
Contiene due brani inediti: Cammino in centro, composto da Gianluca Grignani, e Noi due per noi due. Nella canzone L'ultima spiaggia Califano canta assieme a Federico Zampaglione dei Tiromancino.

## Tracce
1. Cammino in centro (Gianluca Grignani) - 3:59
2. L'ultima spiaggia - 5:14
3. Un'estate fa - 4:40
4. Io continuo a pensare a te - 5:39
5. Me 'nnamoro de te - 3:14
6. Tac...! - 4:50
7. Minuetto - 4:21
8. Io nun piango - 4:10
9. Tutto il resto è noia - 4:32
10. Noi due per noi due - 4:24

Prodotto da Roberto Gregori

## Formazione
- Franco Califano – voce
- Adriano Pennino – tastiera, programmazione, pianoforte, Fender Rhodes
- Aldo Mercurio – basso, contrabbasso
- Vittorio Riva – batteria
- Maurizio Fiordiliso – chitarra elettrica
- Roberto D'Aquino – basso
- Maurizio Pica – chitarra acustica, chitarra classica
- Piero Salvatori – violoncello
- Cicci Santucci – tromba
- Gianfranco Compagnoli – flicorno
- Bill Evans – sassofono tenore
- Juan Carlos Abelo Zamora – armonica
- Rossella Ruini, Fabrizio Palma – cori